# About a Girl (singel Sugababes)
About a Girl – piosenka electropop stworzona przez Nadira Khayata i Makebę Riddick na siódmy album studyjny brytyjskiego girlsbandu Sugababes, Sweet 7 (2010). Wyprodukowany przez RedOne Productions, utwór wydany został jako drugi singel promujący album dnia 8 listopada 2009 w systemie digital download. Kompozycja zyskała również popularność w Polsce, dzięki promocji piosenki przez zespół (występy w programie Dzień Dobry TVN i na gali dwudziestolecia istnienia RMF FM) oraz częstej emisji w popularnych stacjach radiowych.

## Informacje o singlu
Utwór stworzony przez Nadira Khayata oraz Makebę Riddick początkowo miał znaleźć się na albumie Alexandry Burke Overcome, jednak ta odrzuciła propozycję nagrania kompozycji. Wersję „About a Girl” zawierającą wokal Keishy Buchanan premierowo zaprezentowano dnia 6 września 2009 na antenie stacji radiowej BBC Radio 1. Po zmianach w zespole piosenka została ponownie nagrana z głosem Jade Ewen. Finalna wersja kompozycji premierę miała dnia 8 listopada 2009 w rozgłośniach brytyjskiego radia BBC Radio 1, podobnie jak pierwsza edycja singla.

## Recenzje
Utwór zyskał pozytywne recenzje od profesjonalnych krytyków muzycznych. Nick Levine, recenzent portalu Digital Spy, przyznał utworowi cztery z pięciu możliwych gwiazdek, argumentując swoją recenzję słowami „to europopowa, szybko wpadająca w ucho piosenka, z wieloma podtekstami zawartymi w tekście oraz szybką melodią. Rezultat – utwór bije swoimi autami poprzedni singel girlsbandu 'Get Sexy' i staje się najbardziej melodyjną kompozycją od czasu wydania 'About You Now'. Oczywiście piosenka niekoniecznie brzmi jak te z repertuaru Sugababes, ale czy po niedawnych zawirowaniach słowo ‘Sugababes’ cokolwiek oznacza?”. Steve Perkins, przedstawiciel BBC również wydał piosence pozytywną recenzję uzasadniając przyznanie czterech z pięciu gwiazdek: „to bardzo miła niespodzianka. Do tej pory drugie single wydawane przez Sugababes były znacznie spokojniejsze od swoich poprzedników, natomiast ten jest przenikliwy i niepokorny, co czyni go zwycięzcą w walce z ‘Get Sexy’. Z przyjaznym dla parkietu rytmem oraz refrenem, który zostaje Ci w głowie ‘About a Girl’ stanowczo nawiązuje do klasycznych kompozycji zespołu pokroju 'Hole in the Head’ oraz ‘Freak like Me’ utwór wyznacza świetną drogę dla grupy, która powinna nią iść.”

## Wydanie singla
W Wielkiej Brytanii singel zadebiutował na pozycji #8 dnia 15 listopada 2009, czyniąc z „About a Girl” pierwszą po „Red Dress” niegłówną kompozycję Sugababes promującą dany krążek, który znalazł się w Top 10 notowania UK Singles Chart. Tydzień później utwór zanotował spadek na miejsce #13, by następnego tygodnia znaleźć się na pozycji #23. W sumie, w zestawieniu piosenka spędziła osiem tygodni. W Irlandii singel debiutował na miejscu #14 dnia 12 listopada 2009. W następnym tygodniu utwór zanotował nieznaczny spadek o jedną pozycję, by w kolejnym oficjalnym zestawieniu najchętniej kupowanych singli zająć miejsce #28. Na notowaniu kompozycja spędziła pięć tygodni.

## Teledysk
Teledysk do singla nagrywany był dnia 22 września 2009 na pustyni w Santa Clarita, w hrabstwie Los Angeles w Stanach Zjednoczonych oraz reżyserowany przez Martina Weisza. Klip miał premierę 11 października 2009 na antenie brytyjskiej stacji telewizyjnej 4Music.
Fabuła teledysku nawiązuje do filmu Kill Bill. Wideoklip rozpoczyna się dialogiem pomiędzy mężczyznami. Następnie ukazują się trzy dziewczyny, które prowadzą samochód w kierunku miejsca rozmowy przedsiębiorców. Kolejne sceny prezentują zmagania kobiet z mężczyznami, które świadome oszustwa starają się nie doprowadzić do sfinalizowania nielegalnej transakcji omawianej na początku klipu. Finalne ujęcie obrazuje związanych przestępców, którzy oszukani zostali przez główne bohaterki. W czasie trwania teledysku pojawiają się sceny ukazujące tańczący na pustyni zespół oraz Heidi przy samochodzie, Amelle pochylającą się obok przyczepy kempingowej oraz Jade siedzącą na krześle.

## Listy utworów i formaty singla
Brytyjski CD-maxi singel
(Wydany dnia 8 listopada 2009)
1. „About a Girl” – 3:28
2. „About a Girl” (Martin Roth NuStyle edycja radiowa) – 4:09
3. „About a Girl” (The Sharp Boys edycja radiowa) – 3:47
4. „About a Girl” (K-Gee remix edycja radiowa) – 3:30

Singel promocyjny
1. „About a Girl” – 3:28
2. „About a Girl” (Serotonin Theives club mix) – 6:34
3. „About a Girl” (Serotonin Thieves dub mix) – 3:48

Promocyjny CD singel
1. „About a Girl” (Martin Roth NuStyle remix) – 6:27
2. „About a Girl” (Martin Roth NuStyle edycja radiowa) – 4:09
3. „About a Girl” (The Sharp Boys club mix)
4. „About a Girl” (The Sharp Boys edycja radiowa)
5. „About a Girl” (K-Gee mix) – 4:52
6. „About a Girl” (K-Gee edycja radiowa) – 3:30
7. „About a Girl” (Edycja radiowa) – 3:31

Digital download iTunes
1. „About a Girl” – 3:30
2. „About a Girl” (Sharp Boys edycja radiowa)

## Pozycje na listach
| Lista przebojów (2009) | Najwyższa pozycja |
| ---------------------- | ----------------- |
| Irlandia Singles Chart | 14                |
| UK Singles Chart       | 8                 |

## Daty wydania
| Region          | Data             | Format                      | Wytwórnia       |
| --------------- | ---------------- | --------------------------- | --------------- |
| Irlandia        | 6 listopada 2009 | Digital download, CD singel | Universal Music |
| Wielka Brytania | 8 listopada 2009 | Digital download            | Universal Music |
| Wielka Brytania | 9 listopada 2009 | CD singel                   | Universal Music |